# NGC 2915
NGC 2915 este o galaxie neregulată situată în constelația Cameleonul. A fost descoperită în 31 martie 1837 de către John Herschel. Se află la o distanță de 4,29 megaparseci de Pământ.